# Асинський сільський округ (Єнбекшиказахський район)
А́синський сільський округ (каз. Аса ауылдық округі, рос. Асинский сельский округ) — адміністративна одиниця у складі Єнбекшиказахського району Алматинської області Казахстану. Адміністративний центр — село Кизилшарик.
Населення — 9320 осіб (2021; 9047 у 2009, 8475 у 1999, 8857 у 1989).
Станом на 1989 рік існувала Асинська сільська рада (села Асисага, Дікан, Жанашаруа, Кайрат, Кизилшарик, Саритау, Тасугур) колишнього Чиліцького району.

## Склад
До складу округу входять такі населені пункти:
| Населений пункт  | Населення, осіб (1989) | Населення, осіб (1999) | Населення, осіб (2009) | Населення, осіб (2021) |
| ---------------- | ---------------------- | ---------------------- | ---------------------- | ---------------------- |
| Аси-Сага, село   | 1985                   | 2187                   | 2298                   | 1984                   |
| Діхан, село      | 427                    | 467                    | 516                    | 501                    |
| Жанашаруа, село  | 736                    | 597                    | 628                    | 621                    |
| Кайрат, село     | 1534                   | 1656                   | 1717                   | 1822                   |
| --Ортатау        | -                      | -                      | -                      | 9                      |
| Кизилшарик, село | 3881                   | 3464                   | 3758                   | 4300                   |
| Саритау, село    | 217                    | 53                     | 64                     | 28                     |
| Таусугур, село   | 77                     | 51                     | 66                     | 55                     |